# Apatelodes gaveta
Apatelodes gaveta is een vlinder uit de familie van de Apatelodidae. De wetenschappelijke naam van de soort is, als Datana gaveta, voor het eerst geldig gepubliceerd in 1894 door Paul Dognin.